# Jochen von Lang
Jochen von Lang (eigentl. Hans Joachim Piechocki; * 14. Mai 1925 in Altlandsberg; † 2. November 2003) war ein deutscher Journalist und Autor.

## Leben und Wirken
Lang beantragte am 18. Dezember 1942 die Aufnahme in die NSDAP und wurde zum 20. April 1943 aufgenommen (Mitgliedsnummer 9.499.373). Er war Mitarbeiter des Propagandaministeriums und diente im Zweiten Weltkrieg in der Waffen-SS.
Nach Kriegsende begann Lang als freier Journalist zu arbeiten. Seit den 1960er Jahren war er Redakteur für Zeitschriften wie den Stern und produzierte Dokumentationen für das öffentlich-rechtliche Fernsehen und Radio, darunter die Dokumentarfilm-Reihen Krieg der Bomber, Die letzten 100 Tage,  Die Mörder sind wie du und ich und Augenzeugen berichten. Unter seinen Radio-Produktionen ragt das Verhör des Adolf Eichmann hervor, für das er mit dem DAG-Fernsehpreis ausgezeichnet wurde.
Ab den 1960er Jahren legte Lang zudem eine Reihe von Büchern zu zeitgeschichtlichen Themen insbesondere der NS-Zeit und der DDR vor, darunter Biographien von Martin Bormann, Erich Mielke, Baldur von Schirach und Karl Wolff.

## Schriften
- mit Claus Sibyll: Der Sekretär. Martin Bormann. Der Mann, der Hitler beherrschte. Stuttgart 1977.
- Der Adjutant. Karl Wolff. Der Mann zwischen Hitler und Himmler. Berlin 1985.
- Der Hitler-Junge: Baldur von Schirach, der Mann, der Deutschlands Jugend erzog. 1988.
- Und willst du nicht mein Bruder sein. Der Terror in der Weimarer Republik. 1989.
- Die Partei. Mit Hitler an die Macht und in den Untergang. Hamburg 1989
- Die Gestapo. Instrument des Terrors. Hamburg 1990.
- Erich Mielke. Eine deutsche Karriere. Berlin 1991.
- Das Eichmann-Protokoll. Tonbandaufzeichnungen der israelischen Verhöre. Wien 1991.
- Hitler. Gesichter eines Diktators. München 2005.

Arbeiten für das Fernsehen
- Krieg der Bomber. ARD, 1985.

Arbeiten für das Radio
- Der Fall Ricardo Klement – Verhör eines Massenmörders. NDR, 1988.